# Anastatus flavithorax
Anastatus flavithorax är en stekelart som först beskrevs av Girault och Alan Parkhurst Dodd 1915.  Anastatus flavithorax ingår i släktet Anastatus och familjen hoppglanssteklar. Inga underarter finns listade i Catalogue of Life.